# Смит, Кили
Кили Смит (англ. Keely Smith, урождённая Дороти Жаклин Кили (англ. Dorothy Jacqueline Keely); 9 марта 1928 — 16 декабря 2017) — американская джазовая певица, имевшая большую популярность в 1950-х и 1960-х годах. Её совместная работа с Луи Примой и Фрэнком Синатрой была высоко оценена. Смит любили за её стиль пения и особенно за участие в дуэте с Луи Примой.

## Карьера
Родилась в Норфолке (штат Виргиния). Наполовину чероки, наполовину ирландского происхождения. Смит очень рано проявила музыкальный талант. В 14 лет Смит начала петь с группой военно-морской воздушной базы под руководством Сакси Доуэлла. В 15 лет она получила свою первую оплачиваемую работу в группе Ёрла Беннетта.
Профессиональным её дебютом была работа с Луи Примой в 1949. Они поженились в 1952 году, Смит стала четвёртой женой Луи Примы. В выступлениях с мужем Смит играла роль простого, прямого человека в противовес фиглярству Луи Примы. В таком распределении ролей они записали много песен, одной из которых была «Эта старая черная магия» («That Old Black Magic») Джонни Мерсера и Гарольда Арлена, попавшая в Топ-20 США в 1958 году. В 1959 году Смит и Прима первыми в истории получили Премию Грэмми за «Лучшее Представление Вокальной Группы или Хора» за песню «Эта старая чёрная магия». Невозмутимое и гротескно невыразительное лицо Кили Смит во время исполнения песен имела большой успех у публики. С немного меньшим успехом дуэт выпустил такие хиты, как «Ты у меня под кожей» («I’ve Got You Under My Skin») и «Bei Mir Bistu Shein», перепевка одноимённого хита 1937 года группы Эндрю Систерс (Andrew Sisters).
Выступления Кили Смит и Луи Примы были опорой музыки лаундж большую часть 1950-х годов.
В 1959 году Смит появилась вместе с Луи Примой в фильме «Эй, Мальчик! Эй, Девочка!» («Hey Boy! Hey Girl!») в качестве исполнителя песни Лихорадка («Fever»). Также чуть ранее она пела в саундтреке к фильму «Дорога грома». Первым соло хитом стала песня «Я желаю тебе любви» («I Wish You Love»).
В 1961 году Смит развелась с Примой, после чего стала петь для звукозаписывающей компании Репрайз (Reprise Records), где её директором был Нельсон Риддл. В 1965 она попала в топ-20 Великобритании с альбомом песен Битлз и версией песни «Ты разбиваешь мне сердце».
После выхода замуж за продюсера Джимми Боуена Смит отошла от музыки, чтобы сконцентрироваться на воспитании своих детей.
В 1985 она успешно вернулась в музыку с альбомом «Я снова влюблена» («I’m In Love Again»). Её следующие альбомы «Кили поёт Синатру» (2001, за что певица была номинирована на Грэмми) и «Свинг, Свинг, Свинг» (2002), а также Keely Swings Count Basie Style with Strings (2002) получили большое количество положительных откликов со стороны критиков и зрителей. Последний альбом Кили Смит — «Вегас 58 — Сегодня» — компиляция наиболее известных песен исполнительницы, записанных вживую. Также Смит перезаписала несколько песен времен совместного творчества с Луи Примой, в том числе переделанную версию «О, Мари» («Oh Marie»), переименованную в «О, Луи» («Oh Louis») как дань уважения. По её собственному признанию, Келли Смит никогда не брала уроков пения и не умела читать ноты.
В 2007 году Смит работала в легком режиме гастролей, тем не менее продолжая удивлять поклонников своим сильным голосом и умением держать себя на сцене. Весь апрель 2007 года Смит выступала в одном из самых престижных кафе Нью-Йорка — Кафе Карлайл.
10 февраля 2008 года, Смит спела «Эта Старая Черная Магия» с Кид Роком на пятидесятой годовщине Премии Грэмми.